# Diplura (ragno)
Diplura C. L. Koch, 1850 è un genere di ragni appartenente alla famiglia Dipluridae.

## Caratteristiche
Questo genere si distingue da altri generi dei Diplurinae sprovvisti di organi liriformi a causa della presenza di uno di questi organi prolateralmente sulle gnathocoxae. Differisce dal genere Trechona C. L. Koch, 1850, per avere una minore quantità di setole sull'organo liriforme stesso.

## Distribuzione
Le 20 specie note di questo genere sono diffuse in America meridionale, prevalentemente in Brasile che conta ben 11 endemismi. La sola D. macrura è stata rinvenuta nell'isola di Cuba.

## Tassonomia

### Storia tassonomica
Le vicissitudini tassonomiche di questo genere sono molteplici, soprattutto perché nel corso dei decenni è stato il "deposito" di ogni specie di Dipluridae che veniva scoperta. Nel 1985 l'aracnologo Raven suddivise in sottofamiglie i Dipluridae evidenziandone le caratteristiche specifiche.
Considerato un sinonimo anteriore di Thalerothele Bertkau, 1880; Harmonicon F. O. P.-Cambridge, 1896 (vedi anche all'ultimo capoverso del paragrafo) (e di conseguenza anche di Pseudohermachura Mello-Leitão, 1927 e di Prosharmonicon Mello-Leitão, 1938, a seguito di un lavoro di Bücherl del 1962 (1962a) e contra un lavoro dello stesso Mello-Leitão del 1947 (1947b), che considerò quest'ultimo nome un sinonimo più recente di Parathalerothele Canals, 1931).
È anche considerato sinonimo anteriore di Achetopus Tullgren, 1905 (a sua volta ritenuto sinonimo anteriore di Parathalerothele Canals, 1931 a seguito di uno studio di Schiapelli & Gerschman del 1968 (1968b)).
Inoltre è ritenuto sinonimo anteriore anche dei seguenti tre generi: Euharmonicon Mello-Leitão, 1920, Evagrella Mello-Leitão, 1923 e Taunayella Mello-Leitão, 1923; in totale 6 generi che un lavoro dell'aracnologo Raven del 1985 ha ridefinito come sinonimi e non generi effettivi.
In questo stesso lavoro, Raven ha anche trasferito al genere Linothele Karsch, 1879 tutte le specie del genere Diplura ad eccezione di D. macrura e di altre due specie, spostate invece nel genere Rachias Simon, 1892. Quest'ultima fase ha trovato disaccordo nella maggior parte degli altri aracnologi che continua ad attribuire a Diplura la ventina di specie elencate di seguito.
Va segnalato infine che Diplura non è sinonimo anteriore di Harmonicon F. O. P.-Cambridge, 1896, secondo un lavoro di Maréchal & Marty del 1998, contra lo studio citato prima di Raven del 1985.

### Specie
Attualmente, a giugno 2012, si compone di 20 specie:
- Diplura annectens (Bertkau, 1880) — Brasile
- Diplura argentina (Canals, 1931) — Argentina
- Diplura catharinensis (Mello-Leitão, 1927) — Brasile
- Diplura erlandi (Tullgren, 1905) — Bolivia
- Diplura fasciata (Bertkau, 1880) — Venezuela, Brasile
- Diplura garbei (Mello-Leitão, 1923) — Brasile
- Diplura garleppi (Simon, 1892) — Bolivia
- Diplura lineata (Lucas, 1857) — Brasile
- Diplura macrura (C. L. Koch, 1841)[3] — Cuba
- Diplura maculata (Mello-Leitão, 1938) — Brasile
- Diplura nigra (F. O. P.-Cambridge, 1896) — Brasile
- Diplura nigridorsi (Mello-Leitão, 1924) — Brasile
- Diplura paraguayensis (Gerschman & Schiapelli, 1940) — Paraguay, Argentina
- Diplura parallela (Mello-Leitão, 1923) — Argentina
- Diplura petrunkevitchi (Caporiacco, 1955) — Venezuela
- Diplura riveti (Simon, 1903) — Ecuador
- Diplura sanguinea (F. O. P.-Cambridge, 1896) — Brasile
- Diplura studiosa (Mello-Leitão, 1920) — Brasile
- Diplura taunayi (Mello-Leitão, 1923) — Brasile
- Diplura uniformis (Mello-Leitão, 1923) — Brasile

### Specie trasferite
- Diplura brachythele Mello-Leitão, 1937; specie trasferita al genere Rachias Simon, 1892 che appartiene alla famiglia Nemesiidae[2].
- Diplura dolichosternum Mello-Leitão, 1938; specie trasferita al genere Rachias Simon, 1892, che appartiene alla famiglia Nemesiidae[2].
- Diplura rufescens (F. O. P.-Cambridge, 1896); trasferita al genere Harmonicon (F. O. P.-Cambridge, 1896)[2].

### Sinonimi
- Diplura aurantiaca (Mello-Leitão, 1943); esemplari riconosciuti sinonimi di D. uniformis (Mello-Leitão, 1923) a seguito di un lavoro degli aracnologi Bücherl, Timotheo & Lucas del 1971, descrizione effettuata quando erano ascritti all'ex-genere Thalerothele Bertkau, 1880[2].
- Diplura minensis (Mello-Leitão, 1926); esemplari riconosciuti sinonimi di D. uniformis (Mello-Leitão, 1923) a seguito di un lavoro degli aracnologi (Bücherl, Timotheo & Lucas del 1971, descrizione effettuata quando erano ascritti all'ex-genere Thalerothele Bertkau, 1880[2].